# Velike Lašče

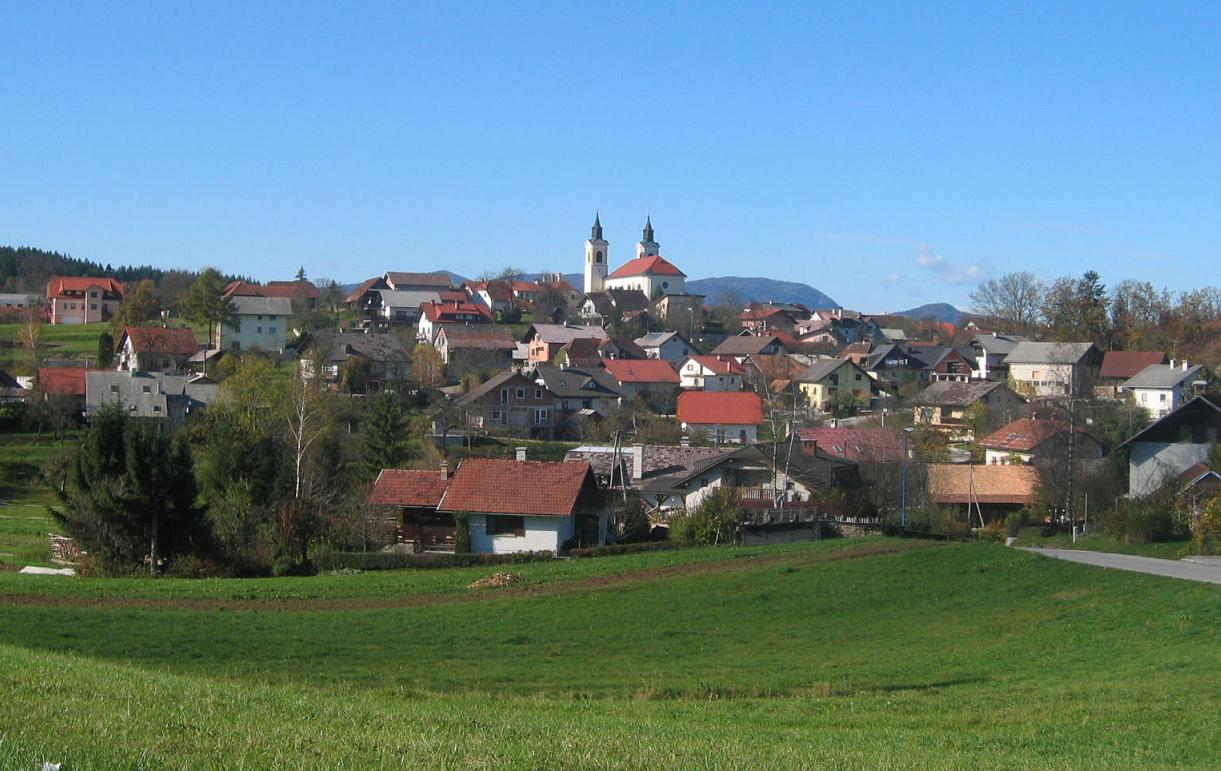
Velike Lašče

Velike Lašče (ˈʋeːlikɛ ˈlaːʃtʃɛ) (deutsch Großlaschitz, älter auch Großlaust) ist eine slowenische Kleinstadt in der historischen Landschaft Unterkrain, Region Osrednjeslovenska, in Slowenien.
Die Ortschaft ist Verwaltungssitz der Gemeinde Velike Lašče in der Region Dolenjska in Slowenien. Sie liegt in der waldreichen karstigen Landschaft 30 km südlich von Ljubljana.

## Geschichte
Die Siedlung entwickelte sich aus einem Gutshof und wurde 1145 erstmals erwähnt. Bis zum Ende des Habsburgerreichs gehörte Velike Lašče zum Kronland Krain, wobei der Ort Sitz des gleichnamigen Gerichtsbezirks Großlaschitz gewesen war und zum Bezirk Gottschee gehörte.
Im Zweiten Weltkrieg wurden auf dem Gemeindegebiet Massengräber angelegt.
1994 wurde die Gesamtgemeinde Velike Lašče gegründet.

## Persönlichkeiten
In Velike Lašče geboren:
- Primus Truber (* 1508; † 1586), Prediger, Begründer des slowenischen Schrifttums und der evangelischen Kirche in Slowenien
- Fran Levstik (* 1831; † 1887), Dichter
- Josip Stritar (* 1836; † 1923), Schriftsteller